# Salmengrund
Salmengrund ist ein Naturschutzgebiet auf dem Gebiet der baden-württembergischen Gemeinden Meißenheim und Neuried (Baden) im Ortenaukreis.

## Kenndaten
Das Gebiet wurde mit Verordnung des Regierungspräsidiums Freiburg vom 22. September 1995 als Naturschutzgebiet ausgewiesen und hat eine Größe von 185,0 Hektar. Es wird unter der Schutzgebietsnummer 3.211 geführt. Der CDDA-Code für das Naturschutzgebiet lautet 165287 und entspricht der WDPA-ID. 

## Lage
Das Schutzgebiet liegt mit rund 4 Kilometer Länge direkt am Rhein nördlich von Meißenheim und westlich des Ortsteils Ichenheim der Gemeinde Neuried. Es liegt im Naturraum 210-Offenburger Rheinebene innerhalb der naturräumlichen Haupteinheit 21-Mittleres Oberrheintiefland 
und liegt vollständig sowohl im 3.880 Hektar großen FFH-Gebiet Nr. 7512-341 Rheinniederung von Wittenweier bis Kehl als auch im Vogelschutzgebiet (SPA-Gebiet) Nr. 7512-401 Rheinniederung Nonnenweier – Kehl.

## Schutzzweck
Wesentlicher Schutzzweck ist die Erhaltung des Gebiets mit seinen für die Rheinaue charakteristischen Gewässern, Uferzonen und Wäldern als Lebensraum für zahlreiche Tiergemeinschaften und Pflanzengemeinschaften mit seltenen, zum Teil vom Aussterben bedrohter Arten, als naturhafter Landschaftsteil von besonderer Eigenart und Schönheit und als Objekt für die Wissenschaft. Außerdem sollen gebietsspezifische natürliche Lebensgemeinschaften einschließlich ihrer Arten (insbesondere Wasservögel) erhalten und auetypische Standortverhältnisse und die Zulassung auetypischer Entwicklungen wieder hergestellt werden.